# Porta di Santa Maria
La Porta di Santa Maria è attualmente l'unico accesso al borgo di Civita di Bagnoregio. È una porta ad arco ogivale realizzata in forma di cassero per sostituire quella più antica Medievale con torre laterale di guardia. Il nome della porta deriva dalla preesistente Chiesa omonima che sovrastava l'arcata della galleria, o cava, utilizzata come accesso alla città etrusca e etrusco-romana. La struttura architettonica visibile è Rinascimentale e fu realizzata nel 1558 su progetto dell'architetto Raffaele Sinibaldi di Montelupo Fiorentino.

## Descrizione
Sul muro ai lati della porta e sopra l'arco ogivale è possibile osservare delle sculture in pietra, realizzate a fine decorativo, simbolico e celebrativo.
La Testa di Leone collocata sopra la porta rappresenta l'antico stemma comunale di Bagnoregio ed è sovrastata dell'Aquila Reale, a memoria del fatto che l'opera fu costruita durante il governatorato bagnorese del cardinale Reginald Pole (1547-1558), cugino del Re Enrico VIII d'Inghilterra.
Lateralmente vi sono raffigurati due leoni che trattengono tra gli artigli delle zampe una testa umana. Queste figure ricordano la vittoria dei Bagnoresi nel 1452 sui Monaldeschi del Cervo e sui Baglioni (famiglia) di Castel Piero.